# 친전자성 방향족 치환
친전자성 방향족 치환(親電子性 芳香族 置換, 영어: electrophilic aromatic substitution, SEAr)은 방향족 고리(aromatic ring)에 붙어있는 원자가 친전자체(electrophile)에 의해 치환(substitution)되는 유기 반응(organic reaction)이다. 친전자성 방향족 치환반응으로는 방향족 나이트로화 반응(aromatic nitration), 방향족 할로젠화 반응(aromatic halogenation), 방향족 설폰화 반응(aromatic sulfonation), 프리델-크래프트 반응(Friedel–Crafts reaction) 등이 있다.

## 같이 보기
- 방향족 나이트로화 반응 (aromatic nitration)
- 방향족 할로젠화 반응 (aromatic halogenation)
- 프리델-크래프트 반응 (Friedel–Crafts reaction)
- 방향족 설폰화 반응 (aromatic sulfonation)